# Косо скрученный отсечённый ромбоикосододекаэдр
Ко́со скру́ченный отсечённый ромбоикосододека́эдр — один из многогранников Джонсона (J78, по Залгаллеру — М13+М6+М6).
Составлен из 52 граней: 15 правильных треугольников, 25 квадратов, 11 правильных пятиугольников и 1 правильного десятиугольника. Десятиугольная грань окружена пятью пятиугольными и пятью квадратными; среди пятиугольных граней 3 окружены десятиугольной и четырьмя квадратными, 2 — десятиугольной, тремя квадратными и треугольной, 3 — пятью квадратными, остальные 3 — четырьмя квадратными и треугольной; среди квадратных граней 1 окружена десятиугольной, двумя пятиугольными и квадратной, 4 — десятиугольной, двумя пятиугольными и треугольной, 4 — двумя пятиугольными, квадратной и треугольной, 11 — двумя пятиугольными и двумя треугольными, остальные 5 — пятиугольной, квадратной и двумя треугольными; среди треугольных граней 5 окружены пятиугольной и двумя квадратными, остальные 10 — тремя квадратными.
Имеет 105 рёбер одинаковой длины. 5 рёбер располагаются между десятиугольной и пятиугольной гранями, 5 рёбер — между десятиугольной и квадратной, 45 рёбер — между пятиугольной и квадратной, 5 рёбер — между пятиугольной и треугольной, 5 рёбер — между двумя квадратными, остальные 40 — между квадратной и треугольной.
У косо скрученного отсечённого ромбоикосододекаэдра 55 вершин. В 10 вершинах сходятся десятиугольная, пятиугольная и квадратная грани; в 45 вершинах сходятся пятиугольная, две квадратных и треугольная грани.
Косо скрученный отсечённый ромбоикосододекаэдр можно получить из ромбоикосододекаэдра, выбрав в нём две части — любые два не противолежащих и не пересекающихся пятискатных купола (J5), — и один из них удалив, а другой повернув на 36° вокруг его оси симметрии. Описанная и полувписанная сферы полученного многогранника совпадают с описанной и полувписанной сферами исходного ромбоикосододекаэдра.
Косо скрученный отсечённый ромбоикосододекаэдр — один из четырёх наименее симметричных многогранников Джонсона (наряду с J79, J82 и J87): его группа симметрии Cs состоит из тождественного преобразования и одной зеркальной симметрии.

## Метрические характеристики
Если косо скрученный отсечённый ромбоикосододекаэдр имеет ребро длины {\displaystyle a}, его площадь поверхности и объём выражаются как
{\displaystyle S={\frac {1}{4}}\left(100+15{\sqrt {3}}+\left(10+11{\sqrt {5}}\right){\sqrt {5+2{\sqrt {5}}}}\right)a^{2}\approx 58{,}1146508a^{2},}
{\displaystyle V={\frac {1}{6}}\left(115+54{\sqrt {5}}\right)a^{3}\approx 39{,}2912785a^{3}.}
Радиус описанной сферы (проходящей через все вершины многогранника) при этом будет равен
{\displaystyle R={\frac {1}{2}}{\sqrt {11+4{\sqrt {5}}}}\;a\approx 2{,}2329505a;}
радиус полувписанной сферы (касающейся всех рёбер в их серединах) —
{\displaystyle \rho ={\frac {1}{2}}{\sqrt {10+4{\sqrt {5}}}}\;a\approx 2{,}1762509a.}